# Bilheteria dos cinemas no Brasil em 2002
Lista com o valor da arrecadação em reais e público dos principais filmes lançados nos cinemas de todo o Brasil no ano de 2002.

## Arrecadação total
Contabiliza apenas filmes que estrearam em 2002.
| #  | Filme                                          | Faturamento   | Público   |
| -- | ---------------------------------------------- | ------------- | --------- |
| 1  | Homem-Aranha                                   | R$ 46 026 289 | 8.488.182 |
| 2  | O Senhor dos Anéis: As Duas Torresa            | R$ 26 319 044 | 4.133.452 |
| 3  | O Senhor dos Anéis: A Sociedade do Anela       | R$ 24 560 341 | 4.286.797 |
| 4  | Harry Potter e a Câmara Secreta                | R$ 22 961 410 | 4.050.416 |
| 5  | MIB - Homens de Preto II                       | R$ 18 741 669 | 3.445.424 |
| 6  | Cidade de Deus                                 | R$ 18 693 153 | 3.117.220 |
| 5  | Scooby-Doo                                     | R$ 16 614 205 | 3.175.875 |
| 8  | Sinais                                         | R$ 16 024 982 | 2.710.249 |
| 9  | Onze Homens e Um Segredo                       | R$ 15 318 653 | 2.438.408 |
| 10 | Uma Mente Brilhante                            | R$ 13 849 375 | 2.197.687 |
| 11 | A Era do Gelo                                  | R$ 13 300 946 | 2.493.753 |
| 12 | Star Wars Episódio II: Ataque dos Clones       | R$ 11 938 136 | 2.090.633 |
| 13 | Xuxa e os Duendes 2 - No Caminho das Fadas     | R$ 11 486 623 | 2.301.152 |
| 14 | O Pequeno Stuart Little 2                      | R$ 10 648 578 | 2.038.586 |
| 15 | Casamento Grego                                | R$ 10 390 800 | 1.553.583 |
| 16 | Minority Report - A Nova Lei                   | R$ 9 706 661  | 1.498.073 |
| 17 | Lilo & Stitch                                  | R$ 9 624 103  | 1.938.791 |
| 18 | Triplo X                                       | R$ 9 045 253  | 1.592.775 |
| 19 | Tá Todo Mundo Louco! - Uma Corrida por Milhõe$ | R$ 7 029 870  | 1.244.849 |
| 20 | Infidelidade                                   | R$ 6 778 038  | 1.055.910 |

↑a  A Sociedade do Anel estreou em 1 de Janeiro, As Duas Torres em 27 de dezembro.